# ...Non c'è mai un addio - Valerio Negrini
...Non c'è mai un addio - Valerio Negrini è una raccolta di brani registrati dal vivo durante le tournée di Dodi Battaglia: "... e la storia continua" e "Perle".

## Il disco
In occasione del "Premio speciale parole spalancate" al festival della poesia a Genova, il chitarrista bolognese dei Pooh pubblica una antologia con 15 brani (registrati dal vivo). La selezione è concentrata sui testi dei Pooh di Valerio Negrini.

## Tracce
1. Facchinetti-Negrini – Amici per sempre
2. Battaglia-Negrini – L'altra donna
3. Battaglia-Negrini – Santa Lucia
4. Battaglia-Negrini – Dietro la collina
5. Battaglia-Negrini – Mai dire mai
6. Facchinetti-Negrini – Noi due nel mondo e nell'anima
7. Battaglia-Negrini – Ci penserò domani
8. Facchinetti-Negrini – Parsifal
9. Battaglia-Negrini – Vienna
10. Battaglia-Negrini – Sei tua, sei mia
11. Battaglia-Negrini – Isabel
12. Battaglia-Negrini – Scusami
13. Facchinetti-Negrini – L'ultima notte di caccia
14. Facchinetti – Viva
15. Battaglia – Vale